# Janne Immonen
Janne Immonen, né le 29 mai 1968, est un fondeur finlandais.

## Biographie
Il fait ses débuts dans la Coupe du monde en fin d'année 1995. Il marque ses premiers points à Falun en 1999 (16e), montant sur le podium du relais au même lieu. Lors de la saison suivante, il se rapproche du podium en individuel, collectant deux quatrièmes places et établit son meilleur classement général : 28e. En février 2001, il se classe troisième du dix kilomètres classique d'Otepää, pour ce qui reste son seul podium individuel en Coupe du monde. Aux Championnats du monde 2001, il est dixième du trente kilomètres classique et fait partie du relais qui devient champion du monde. Cependant, il est contrôlé positif à l'hydroxyéthylamidon et donc le relais est disqualifié. 
Au cœur du scandale de dopage qui touche toute l'équipe finlandaise, il est alors suspendu deux ans, comme son compatriote Jari Isometsä.
En 2013, il confesse l'utilisation d'EPO entre 1999 et 2001.

## Palmarès

### Coupe du monde
- Meilleur classement général : 28e en 2000.
- 1 podium individuel : 1 troisième place.
- 4 podiums en relais : 3 deuxièmes places et 1 troisième place.

#### Différents classements en Coupe du monde
| Année     | Classement général final | Classement distance | Classement sprint |
| 1998-1999 | 74e                      | 43e                 |                   |
| 1999-2000 | 28e                      | 40e                 |                   |
| 2000-2001 | 51e                      |                     |                   |